# Overpeinzing (Silvestrov)
Overpeinzing is een compositie van de Oekraïense componist Valentin Silvestrov uit 1972. Het werk heeft als bijtitel Symfonie voor cello en kamerorkest.

## Geschiedenis
Overpeinzing is een titel die wel op een groot deel van de composities van Silvestrov betrekking kan hebben. Silvestrov had zich in die tijd net moeten verantwoorden voor zijn muzikale gedrag: Ik maak muziek waarvan ik houd, en niet muziek zoals anderen die mij proberen op te dringen. Dat hij verder wilde gaan dan dat de autoriteiten wilden toestaan blijkt wel dat hij naast de muziek ook visuele aspecten wilden toevoegen. De musici dienen volgens een schets van de componist plaats te nemen op het podium; deze wijkt af van de “normale” orkestopstelling. Daarnaast gaan lichten uit en aan tijdens de uitvoering; een techniek die ook Alexander Skrjabin, toch een halve eeuw voor hem probeerde.

## Compositie
Ook nu weer staat symfonie voor samenspel. Van een indeling volgens de klassieke symfonieën is geen sprake. Ook de term Symfonie voor cello en orkest is onduidelijk, aangezien de cello slechts af en toe alleen "aan het woord is".  De symfonie bevindt zich duidelijk in de ontwikkelingslijn van de componist naar rustiger vaarwater. De muziek klinkt doordachter dan b.v. die van zijn 2e symfonie. Er zijn meer rustiger passages, daarentegen is de uitbarsting halverwege het werk des te heviger, zowel als geluidssterkte als gebruik van modernere muziek. Wat bijzonder is, dat na die uitbarsting een klavecimbel als een anachronisme door de compositie speelt; het lijkt een reliek uit vervlogen tijden. De bespeler lijkt zo te horen een werk van Johann Sebastian Bach uit te voeren, maar dan net niet. Het werk duurt ongeveer een half uur.

## Premiere
De première vond plaats te Kiev, 10 juni 1976 door het Kiev Kamer Orkest onder leiding van Igor Blasjkof met cellist Valentin Potapov.

## Bron en discografie
- Uitgave Olympia Compact Discs Ltd.; Musici Vita Kamer Orkest o.l.v. Nikolai Alexeyef